# Curtain Road Arts
Curtain Road Arts est un projet dirigé par un artiste installé dans un ancien entrepôt de meubles à Shoreditch, à Londres, dont la finalité était de servir de studio et d'être un espace de projet artistique. 

## Localisation
Curtain Road Arts était établi au no 96A de la Curtain Road à Shoreditch, dans l'East End de Londres.

## Histoire
Le centre était beaucoup actif dans les années 1990, et comprenait des artistes tels que Glenn Brown, Alex Landrum, Dermot O'Brien, Anya Gallaccio, Cornelia Parker, Angela Bulloch, Stephen Hughes, Dan Hays, Mariele Neudecker, Debbie Curtis, Emma Smith et Michael Stubbs. Curtain Road Arts abritait également The Agency Gallery.
Curtain Road Arts a cessé ses activités en 1999, en raison de la hausse des loyers dans le quartier devenu très à la mode de Hoxton. 
Plusieurs artistes ont fondé un projet similaire plus petit appelé Mellow Birds, qui a existé jusqu'en 2002.